# Boom Boom Pow
A Boom Boom Pow, az amerikai hiphopbanda, a Black Eyed Peas első kislemeze a The E.N.D. című albumról. A maxi cd május 15-én fog megjelenni Európa-szerte. A Black Eyed Peas-nek ez az első közös száma a 2007 -es Pepsi betétdala, a "More" óta. 2009 február 20-án felkerült a dipdive.com-ra   a Boom Boom Pow teljes változata, amelyet bárki ingyen meghallgathat. A dal Auto-tune effektet tartalmaz.

## Megjelenés
Az amerikai rádiók hivatalosan 2009 márciús 10-én tűzték műsorra az új számot. A digitális megjelenés márciús 30-án volt az Egyesült Államokban, ahol a rákövetkezendő napon el is foglalta az első helyet. Az első héten 465 ezren töltötték le, majd a következő 12 hét során több, mint 3 millióan, így összességében az első 12 hét során 3,149,000 millió zenehallgató vette meg online a Boom Boom Pow-t. Ez a szám hozzásegítette az együttest, hogy 12 héten keresztül vezesse az amerikai Billboard Hot 100-as listáját, valamint, hogy elérje az elsőhelyet: Angliában, Kanadában, Belgiumban, Izraelben, Törökországban, Ausztráliában és Indiában. Az államokban a 13.héten a Bomm Boom Pow lekerült a második helyre, mivel a vezető pozíciót a Black Eyed Peas másik slágere, az I Gotta Feeling vette át.

## Invasion of Boom Boom Pow
Ez a különleges kiadást (a Boom Boom Pow inváziója) egyelőre csak az amerikai ITunes-on lehet megvásárolni. Több világhírű zenész készített remixet a Boom Boom Pow-hoz, és ezek a remixek találhatóak meg a lemezen. Will.i.am elmondása szerint, mindegyik The E.N.D. számhoz fog ilyen "Invasion" kiadás készülni.

### Tracklista
1. "Let the Beat Rock" (Boys Noize Megamix featuring 50 Cent) – 3:29
2. "Let the Beat Rock" (Boys Noize Megamix featuring Gucci Mane) – 3:09
3. "Boom Boom Style" (Zuper Blahq Megamix featuring Kid Cudi) – 3:37
4. "Boom Boom Guetta" (David Guetta's Electro Hop Remix) – 4:01
5. "Boom Boom Wow" (D.J. will.i.am Megamix) – 4:12
6. "Boom Boom Boom" (D.J. Ammo/Poet Named Life Megamix) – 5:48

## Videóklip
Will.i.am a dipdive blogjában elárulta, hogy nem véletlenül használtak a számban különleges hangi effekteket. Ahhoz azonban, hogy megértsük mire is gondol, meg kell várni, amíg a klip megjelenik. Apl.de.ap is a blogjában osztotta meg a rajongókkal, hogy a videó forgatására márciús 9-én került sor. A premier április 18-án volt, a www.dipdive.com -on. Az együttes tagjai, illetve a rajongók visszajelzése alapján, a Black Eyed Peas legjobb eddigi legjobban sikerült klipje lett, a Boom Boom Pow. Fergie úgy fogalmazott egy MTV interjúban, hogy ez már a Black Eyed Peas digitális utóélete.

## Slágerlisták
| Slágerlista (2009)               | Helyezés |
| -------------------------------- | -------- |
| U.S. Billboard Hot 100           | 1        |
| U.S. Billboard Hot Rap Tracks    | 3        |
| U.S. Billboard Mainstream Top 40 | 6        |
| U.S. Billboard Pop 100           | 1        |
| U.S. Billboard Rhythmic Top 40   | 4        |
| Belgium                          | 1        |
| Törökország                      | 1        |
| Németország                      | 4        |
| Canadian Hot 100                 | 1        |
| Egyesült Királyság               | 1        |

## Külső hivatkozások
1. 1 2 3 4 5  http://www.billboard.com/bbcom/esearch/chart_display.jsp?cfi=379&cfgn=Singles&cfn=The+Billboard+Hot+100&ci=3107181&cdi=10166146&cid=04%2F04%2F2009%5B%5D

https://web.archive.org/web/20090307190012/http://dipdive.com/
https://web.archive.org/web/20090310065937/http://www.theblackeyedpeas.hu/